# Аарон I (хазарский царь)
Аарон I — 9-й царь (бек, мелех) Хазарского государства. Происходил из династии Буланидов. Сын Ниси. Ему наследовал сын Менахем. 
Упоминается только в пространной редакции Письма Иосифа, в краткой редакции отсутствует.